# Вівторки з Моррі
Вівторки з Моррі (англ. Tuesdays with Morrie) — американський біографічний драматичний телефільм 1999 року за однойменною книгою Мітча Елбома.

## Синопсис
Спортивний коментатор Мітч Елбом (Генк Азарія) занадто занурився у свою кар'єру та стрімко просувається по кар'єрних сходах. Проте робота забирає в Мітча весь час, і особисте життя перебуває під загрозою.
Мітч випадково, переглядаючи одну з телепередач, побачив інтерв'ю відомого вченого Моррі Шварца (Джек Леммон), який був його викладачем у коледжі. В інтерв'ю Моррі Шварц сказав, що смертельно хворий. Мітч вирішує відвідати свого вчителя. 
Спілкування з Моррі Шварцом, в останні місяці його життя, повністю змінює світогляд Мітча Елбома, відкриває йому очі на справжні цінності світу. 

## У ролях
| Актор           | Роль                 |
| --------------- | -------------------- |
| Джек Леммон     | професор Моррі Шварц |
| Генк Азарія     | Мітч Елбом           |
| Венді Моніз     | Дженні               |
| Керолайн Аарон  | Конні                |
| Бонні Бартлетт  | Шарлотта             |
| Аарон Лустіґ    | рабин Ель Аксельрод  |
| Брюс Нозик      | містер Шварц         |
| Іво Кутцаріда   | Арман                |
| Джон Керол Лінч | Волтер Моран         |
| Кайлі Салліван  | Янґ Моррі            |
| Ден Тіл         | Шон Дейлі            |
| Крістіан Меолі  | Альдо                |
| Джон Біллінґслі | фанат                |
| Шарль Гомет     | Роб                  |

## Премії та номінації
| Рік  | Премія                     | Номінації                                                     | Номінанти                                              | Результат |
| ---- | -------------------------- | ------------------------------------------------------------- | ------------------------------------------------------ | --------- |
| 2000 | «Золотий глобус»           | Найкраща чоловіча роль у міні-серіалі чи телефільмі           | Джек Леммон                                            | Номінація |
| 2000 | Прайм-тайм премія «Еммі»   | Найкращий монтаж у міні-серіалі чи телефільмі                 | Керол Літтлтон                                         | Перемога  |
| 2000 | Прайм-тайм премія «Еммі»   | Найкраща чоловіча роль у міні-серіалі чи фільмі               | Джек Леммон                                            | Перемога  |
| 2000 | Прайм-тайм премія «Еммі»   | Найкраща чоловіча роль другого плану в міні-серіалі чи фільмі | Генк Азарія                                            | Перемога  |
| 2000 | Прайм-тайм премія «Еммі»   | Найкращий телевізійний фільм                                  | Вівторки з Моррі                                       | Перемога  |
| 2000 | Прайм-тайм премія «Еммі»   | Найкращий монтаж звуку в міні-серіалі чи телефільмі           | Джеймс М. Таненбаум, Даніель Дж. Лігі, Майкл К. Каспер | Номінація |
| 2000 | Премія Гільдії кіноакторів | Найкраща чоловіча роль у міні-серіалі чи телефільмі           | Джек Леммон                                            | Перемога  |
| 2000 | Премія Гільдії кіноакторів | Найкраща чоловіча роль у міні-серіалі чи телефільмі           | Генк Азарія                                            | Номінація |